# Paracles ochriflua
Paracles ochriflua är en fjärilsart som beskrevs av Achille Guenée. Paracles ochriflua ingår i släktet Paracles och familjen björnspinnare. Inga underarter finns listade i Catalogue of Life.